# Oskar Hennrich
Oskar Hennrich – as lotnictwa niemieckiego Luftstreitkräfte z 20 potwierdzonymi zwycięstwami w I wojnie światowej, w tym z 13 balonami obserwacyjnymi. Należał do elitarnego grona Balloon Busters.

## Informacje ogólne
Oskar Hennrich służył jako strzelec w eskadrze bombowej należącej do Kampfgeschwader 2. W jednostce przebywał pomiędzy 20 kwietnia 1916, a 20 lutego 1917 roku. Następnie został skierowany na szkolenie pilotażu i od października 1917 roku został przydzielony do FA(A) 273. 6 maja 1918 roku został przydzielony do eskadry myśliwskiej Jasta 46 dowodzonej przez por. Josefa Loesera.
W jednostce odniósł swoje pierwsze potwierdzone zwycięstwo 14 maja 1918 roku nad balonem obserwacyjnym. Do końca wojny zwyciężał regularnie odnosząc ponad 20 zwycięstw powietrznych. Przeżył koniec wojny, ale jego dalsze losy nie są znane. Walczył z namalowanym na samolocie godłem osobistym Fokker D.VII, czarną dużą literą "H" na białym tle.

## Odznaczenia
- Krzyż Żelazny I Klasy
- Krzyż Żelazny II Klasy
- pruski Złoty Krzyż Zasługi Wojskowej – 3 listopada 1918